# Austin Walter
Austin Rashad Walter (Crosby, 17 agosto 1996) è un giocatore di football americano statunitense che milita nel ruolo di running back per i Las Vegas Raiders della National Football League (NFL). Al college ha giocato per l'Università Rice.

## Carriera universitaria
Walter giocò a football dal 2015 al 2018 all'Università Rice con gli Owls che militano nella Conference USA (C-USA) della Divisione I della Football Bowl Subdivision (FBS) della NCAA e con cui realizzò da running back 13 touchdown e 1.713 yard corse, con una media di 5,1 yard per corsa e, essendo utilizzato anche come ricevitore, collezionó 79 ricezioni per 803 yard e 5 touchdown.
| 2015   | Rice   | FBS Div. I | C-USA  | 12 | 3  | 68  | 406   | 6,0 | 32 | 1  | 5  | 8   | 1,6  | 11 | 0 |
| 2016   | Rice   | FBS Div. I | C-USA  | 12 | 3  | 69  | 343   | 5,0 | 37 | 4  | 12 | 51  | 4,3  | 14 | 2 |
| 2017   | Rice   | FBS Div. I | C-USA  | 12 | 11 | 69  | 400   | 5,8 | 70 | 4  | 18 | 219 | 12,2 | 68 | 1 |
| 2018   | Rice   | FBS Div. I | C-USA  | 13 | 4  | 133 | 564   | 4,2 | 62 | 4  | 44 | 525 | 11,9 | 70 | 2 |
| Totale | Totale | Totale     | Totale | 49 | 21 | 338 | 1.713 | 5,1 | 70 | 13 | 79 | 803 | 10,2 | 70 | 5 |

Fonte: Football Database
In grassetto i record personali in carriera

## Carriera professionistica

### San Francisco 49ers
Walter non fu scelto nel corso del Draft NFL 2019 e firmò il 4 maggio 2019 da undrafted free agent con i San Francisco 49ers dopo un provino con la squadra. Walter non rientrò nel roster attivo della squadra e il 31 agosto 2019 fu svincolato.

### New York Giants
IL 18 settembre 2019 Walter firmò per la squadra di allenamento dei New York Giants. A seguito della contemporanea indisponibilità per infortunio del running back titolare Saquon Barkley e della riserva Wayne Gallman, il 10 ottobre 2019 Walter fu promosso nel roster attivo e fece così il suo debutto nella NFL nella partita della settimana 6 contro i New England Patriots, dove giocò un solo snap. Walter fu poi svincolato dai Giants il giorno seguente.

### Dallas Renegades (XFL)
Il 22 novembre 2019 Walter fu scelto nel draft supplementare dai Dallas Renegades della X Football League (XFL). Con i Renegades Walter disputó solo cinque partite poi il suo contratto fu terminato quando la lega sospese il campionato il 10 aprile 2020 a causa della pandemia da COVID-19.

### San Francisco 49ers (2º periodo)
Il 23 settembre 2020 Walter firmò per la squadra di allenamento dei San Francisco 49ers. Il 5 novembre 2020 fu spostato nel roster attivo per la partita della settimana 9 contro i Green Bay Packers e poi riassegnato alla squadra di allenamento il giorno dopo la gara. Walter fu nuovamente promosso nel roster attivo l'11 novembre 2020. Il 17 dicembre 2020 fu inserito nella lista riserve/COVID-19 e poi riattivato il 28 dicembre 2020. L'8 febbraio 2021 Walter firmò un'estensione contrattuale di un anno con i 49ers. Fu svincolato il 12 maggio 2021.

### New York Jets
Il 13 maggio 2021 Walter firmò per i New York Jets. Il 17 agosto 2021 fu spostato nella lista degli infortunati e svincolato il 26 agosto 2021, poi firmò con la squadra di allenamento dei Jets il 5 ottobre 2021. Walter giocò la sua prima partita con i Jets il 28 novembre 2021, nella gara della settimana 12 contro gli Houston Texans dove fece registrare 9 corse per 38 yard e il suo primo touchdown in carriera. Il 4 dicembre 2021 Walter fu spostato dalla squadra di allenamento al roster attivo per la gara della settimana 13 contro i Philadelphia Eagles, poi dal 7 dicembre 2021 fu promosso definitivamente nel roster attivo. Walter fu svincolato dai Jets il 6 maggio 2022.

### Las Vegas Raiders
Il 29 luglio 2022 Walter firmò con i Las Vegas Raiders. Pochi giorni dopo, il 4 agosto 2022, nella partita della Pro Football Hall of Fame contro i Jacksonville Jaguars Walter segnò un touchdown. Il 30 agosto 2022 Walter fu svincolato dai Raiders per poi firmare il giorno successivo con la squadra di allenamento, dove passò l'intera stagione.
Il 9 gennaio 2023 firmò da riserva/contratto futuro. Il 3 agosto 2023 fu spostato, durante il training camp estivo, nella lista riserve/infortunati, significando questo l'impossibilità di giocare per l'intera stagione 2023.

## Statistiche NFL
| 2019   | NYG    | 1 | 0 | 0                         | 0                         | 0,0                       | 0                         | 0                         | 0 | 0  | 0,0  | 0  | 0 |
| 2020   | SF     | 4 | 0 | 1                         | 3                         | 3,0                       | 3                         | 0                         | 1 | 27 | 27,0 | 27 | 0 |
| 2021   | NYJ    | 4 | 0 | 26                        | 101                       | 3,9                       | 14                        | 1                         | 2 | 9  | 4,5  | 11 | 0 |
| 2022   | LV     | 0 | 0 | in squadra di allenamento | in squadra di allenamento | in squadra di allenamento | in squadra di allenamento | in squadra di allenamento |   |    |      |    |   |
| Totale | Totale | 9 | 0 | 27                        | 104                       | 3,9                       | 14                        | 1                         | 3 | 36 | 12,0 | 27 | 0 |

Fonte: Football Database
In grassetto i record personali in carriera — Statistiche aggiornate alla stagione 2022